# Niccolò Ridolfi (domenicano)

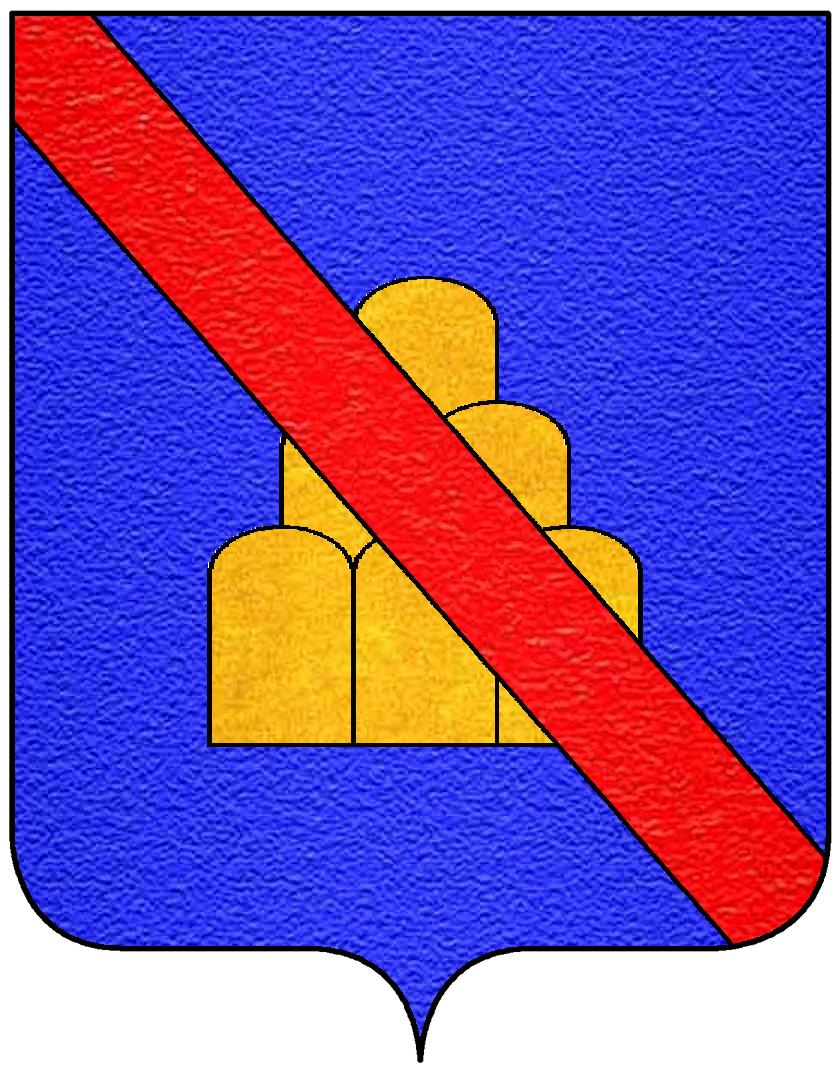
Stemma Ridolfi

Niccolò Ridolfi (1578 – 1650) è stato un religioso italiano dell'Ordine dei frati predicatori.

## Biografia
Nato a Firenze da una delle famiglie più nobili della città, venne inviato a Roma a studiare presso i gesuiti, che lo esortarono ad abbandonare i suoi propositi d'ingresso fra i predicatori e ad entrare nella Compagnia. L'incontro con San Filippo Neri, il suo influsso e il sostegno alla sua vocazione, lo indusse a confermare i suoi propositi, così il Ridolfi divenne frate domenicano.
Ben presto si distinse come maestro di teologia, facondo oratore ed abile procacciatore di risorse, che gestiva rigorosamente nell'interesse dell'Ordine. Per tutti questi motivi venne prima eletto a Provinciale di Roma e poi destinato dal Papa alla berretta cardinalizia, che però rifiutò. Venne quindi nominato Maestro del Sacro Palazzo (cioè teologo personale del pontefice) da Gregorio XV. Deceduto fra' Serafino Secchi, Ridolfi venne quindi nominato da Urbano VIII nel ruolo di Vicario Generale dell'Ordine e poi eletto dai frati nuovo Maestro Generale.
Come tale si preoccupò di sanare la situazione economica dell'Ordine e di riequilibrare le differenze fra un convento e l'altro e fra un religioso e l'altro; non di rado vi erano infatti numerose disparità fra religiosi ricchi e poveri e fra conventi ricchi e poveri. A questo fine creò la Cassa Generalizia dell'Ordine, espropriando tutti i beni e gli averi che in di più, e in violazione della regola, conventi e religiosi avevano conservato ed eccedevano le necessità quotidiane.
Ciò procurò molta prosperità all'Ordine e agli stessi conventi, giacché il Maestro Generale cominciò a redistribuire in maniera molto munifica le risorse che affluivano nella Cassa Generalizia, donando soprattutto a quei conventi che erano in difficoltà e ai poveri. Al contempo, però, gli procurò problemi con i religiosi ricchi e con quelli poveri che intanto si erano arricchiti; furono soprattutto alcuni di questi ultimi, che in qualche caso avevano usato risorse dell'Ordine per mantenersi e mantenere i loro familiari, a promuovere processi contro di lui e la sua azione riformatrice.
Il divario fra conventi e religiosi ricchi e poveri era particolarmente presente in Francia, dove negli ultimi cento anni si era anche cominciato a non rispettare più la regola da un punto di vista morale. Lassismo e squilibri cessarono con il mandato di Ridolfi, che con una risoluta azione si trasferì oltralpe per guidare in prima persona il cambiamento. Appena arrivato impose di nuovo rigore e austerità ai frati ricchi e si preoccupò in pari tempo di migliorare la vita dei frati più poveri, spesso incaricati dei lavori più pesanti e costretti ad elemosinare ovunque per tirare avanti.
A questo proposito egli fece valere anche le disposizioni, uscite da tanti capitoli precedenti ma mai applicate fino ad allora, che obbligavano ricchi e poveri ad un unico e comune noviziato, fondando anche un nuovo Noviziato Generale in Parigi. Egli inoltre introdusse anche fra i domenicani gli esercizi spirituali, retaggio della sua giovanile frequentazione dei gesuiti.
Ridolfi fu però anche attivo nelle questioni secolari del suo tempo, tentando, sulla scorta dell'esperienza fatta al tempo della sua permanenza transalpina, una difficile mediazione (alla fine fallita) presso il Cardinale Richelieu, con lo scopo di riappacificare Francia, Spagna ed Austria, e di scongiurare un'alleanza della Francia con i protestanti. In questo periodo il padre Giovanni Battista Carrè, rettore del Noviziato Generale di Parigi e fedelissimo di Richelieu, cominciò ad agire da spia per il ministro francese, cui riferiva ogni passo del Maestro Generale.
La sua azione riformatrice in campo religioso, che aveva colpito numerosi interessi, e la sua azione diplomatica, che gli aveva attirato molte antipatie e lo aveva coinvolto in trame più alte e inestricabili, provocarono la sua deposizione. Anelata dai frati cui aveva sottratto ricchezze e aveva costretto a tornare alla piena osservanza della regola, auspicata velatamente dalla cancelleria francese, essa venne pronunciata durante il Capitolo Generale convocato a Genova nel 1642.
In quella sede il candidato filo-francese Michele Mazzarino (Provinciale di Roma e fratello di Giulio Mazzarino), arrivato in anticipo coi suoi sostenitori e prima che fossero giunti tutti gli altri provinciali, riuscì a leggere ai presenti un documento del cardinal Barberini, protettore dell'Ordine, che lo designava presidente del Capitolo.
Fra le proteste dei provinciali di Lombardia e Terrasanta, come presidente il Mazzarino riuscì a far approvare la deposizione di Ridolfi e, poco dopo, a farsi eleggere nuovo maestro generale da un ridotto numero di aventi diritto. Per tutta risposta, i frati austriaci e spagnoli, contrari alle trame politiche dei Mazzarino, uscirono dal Capitolo e, riunitisi a Cornigliano, elessero nuovo Maestro Tommaso di Rocamora, il Definitore d'Aragona.
A questo punto, di fronte a tale incresciosa situazione, il Papa fu costretto a nominare una commissione che dichiarò nulle sia la deposizione di Ridolfi che le successive elezioni di Mazzarino e Rocamora, restituendo il governo dell'Ordine al primo dei tre. Il Papa in seguito demandò ad un prossimo Capitolo Generale il giudizio delle colpe, ma poco dopo - e senza dare motivazioni - sollevò Ridolfi dall'ufficio, in pari tempo però chiudendo tutti i processi contro di lui e manifestando l'intenzione di chiamarlo all'episcopato.
Il governo dell'ordine venne quindi nominalmente conferito al cardinale protettore, che ne lasciò la pratica incombenza al vescovo di Osimo, suo principale collaboratore; questi però, a sua volta pensò bene di delegarlo al suo segretario, che si comportò in maniera così disonesta da essere allontanato quasi subito dall'incarico. Intanto al Ridolfi non fu affidata nessuna diocesi, mentre il Mazzarino venne nominato Maestro del Sacro Palazzo.
Nel successivo Capitolo, convocato a Roma dal Papa nel 1644, i frati che pensavano di poter rieleggere prontamente il Ridolfi, si trovarono di fronte al veto del pontefice, che fece valere il suo rifiuto anche nei confronti di fra' Domenico de Marinis, maggior collaboratore di Ridolfi, in un primo tempo eletto dal Capitolo. A quel punto i padri capitolari si orientarono sul nome di Tommaso Turco, anch'esso consigliato loro da Ridolfi e, alla fine, confermato dal Papa.
Il Capitolo, oltre ad eleggere il nuovo Maestro, fra gli altri atti approvò quello che stabiliva maggiori prerogative per gli ex-Maestri Generali e li sottraeva dall'obbedienza di Priori e Provinciali, facendoli rimanere sottoposti solo a quella del Maestro Generale. Il Ridolfi fu il primo ex-Maestro Generale che si giovò di questa norma; egli prese dimora presso Santa Sabina a Roma e, negli anni seguenti, intervenne spesso al Consiglio Generalizio, che non di rado gli fu dato di presiedere.
La scomparsa di Urbano VIII, che era stato ostile al Ridolfi anche perché il Papa faceva parte della famiglia Barberini (la stessa del Cardinale Protettore che aveva influito sulle decisioni, poi annullate, del Capitolo di Genova), portò al soglio pontificio Innocenzo X, che nominò Maestro del Sacro Palazzo Domenico de Marinis (in sostituzione del Mazzarino, intanto divenuto vescovo di Aix, grazie all'influenza del fratello) ed emise un decreto che proibiva ai cardinali protettori dei vari ordini di esercitare ingerenze nel governo di essi.
Inoltre, su sollecitazione del Maestro Generale Turco, permise di incardinare una commissione che riprendesse la materia dei processi al Ridolfi (chiusi dal precedente pontefice) e ne giudicasse una volta per tutte l'operato. La commissione, formata da cardinali, riesaminò tutte le accuse e, alla fine di un'attenta indagine, lo assolse dalla totalità di esse, riabilitandolo pienamente.
Alla morte di Turco, il 1º dicembre 1649, la completa riabilitazione di Ridolfì aprì la possibilità di una sua rielezione, che però non si concretizzò perché l'ex-maestro mancò il 1º maggio 1650, ad appena dieci giorni dall'apertura del nuovo capitolo.